# 名誉博士
名誉博士（めいよはくし、Honorary Doctorates）とは、各国の国内法ないし各大学が規則により定める学位に類する学術称号で、名誉学位のひとつである。ただし、学校教育法上の博士の学位とは異なり、大学の自治に基づき大学が独自に定めた名誉称号である。名誉学位ともいい、名誉修士や名誉学士の上位にある称号である。あくまでも社会活動の実績が認められるだけであり、学位論文の審査を受けるわけではないため、たとえ名誉博士を贈呈されたとしても研究者としての能力を証明したことにはならない。名誉学位は自ら望んで得られるものではなく、大学の威信をかけた厳格な審査も相まって、贈呈される人物は非常に稀である。

## 概要
大学間の交流などにより研究者に贈られることも珍しくないが、国家元首や皇族・王族、政治家、外交官をはじめ著名な文化人など学界以外の人物に贈られることも多い。社会的な活動を認められての贈呈が大半である。
日本の皇族では、
1. 英国のオックスフォード大学より、第126代天皇徳仁が、名誉法学博士号を授与されている[2]。
2. タイの複数の大学より、秋篠宮文仁親王が、名誉博士号を贈呈されている。

国立大学では、
1. 東京大学では、2001年11月に東京大学名誉博士称号授与規則が初めて制定され、2002年2月にアマルティア・センが最初の称号授与者となった[3]。
2. 京都大学では、1989年2月にイズライル・モイセーヴィチ・ゲルファントが第1号（名誉理学博士）授与者となり、2020年の吉野彰まで16人が授与されている。2003年4月1日に取扱いが変更され、それまでは「本学における学術研究に寄与した功績が特に顕著である者」に限定されていたものが「教育や学術文化への寄与」へと拡大し、分野ごとに区分されていた称号が「京都大学名誉博士」に統一された[4]。
3. 滋賀大学では、中華人民共和国特命全権大使・伊藤忠商事元会長の丹羽宇一郎に名誉博士号を授与している[5]。
4. 鹿児島大学・九州大学・京都工芸繊維大学では、実業家の稲盛和夫に名誉博士号を授与している。
5. 長崎大学では、ノーベル化学賞受賞者の下村脩に、名誉博士号を授与している[6]。
6. 東京海洋大学は、絶滅と評価されていたクニマスの再発見に携わった功績などから“さかなクン”こと宮澤正之に名誉博士を授与している。

私立大学では、広く国内外の政財界はじめ著名な人物に贈呈する傾向にある（下記では授与という表現が多い）。
1. 同志社大学・早稲田大学・慶應義塾大学では、実業家の松下幸之助に、名誉博士号を授与している。
2. 慶應義塾大学では1953年にストレプトマイシンの発見者S. A. ワックスマンに初めて授与、フランス大統領のジャック・シラクやブータン国王のジグミ・ケサル・ナムギャル・ワンチュクなど、国家元首・政治家・研究者などに、広く授与している[7]。
3. 早稲田大学では、内閣総理大臣石橋湛山（卒業生でもある）・米国の副大統領のアル・ゴア・画家の平山郁夫・ソニー名誉会長で同大学校友の井深大・トヨタの豊田章一郎らに、贈呈している[8]。
4. 東京電機大学は2007年にカシオ計算機代表取締役会長で創業メンバーでもある樫尾俊雄に名誉博士号を授与している[9]。
5. 大阪学院大学では、2015年7月に、ハイヒールのハイヒール・リンゴに、経済学の名誉博士号を授与している[10]。
6. 創価大学は1983年、創立者である創価学会の池田大作名誉会長[11]に名誉博士号を授与している[12]。

フランスのトゥール大学では、 2013年11月7日に、フランス料理人の三國清三に、「美食学」の名誉博士号を授与している。